# Huvishka
Huvishka (Kushan: Οοηϸκι, "Ooishki") (fl. II secolo) è stato un imperatore Kushan dalla morte di Kanishka (sembra dal 140) all'ascesa al trono del successore Vasudeva I, circa 40 anni dopo.

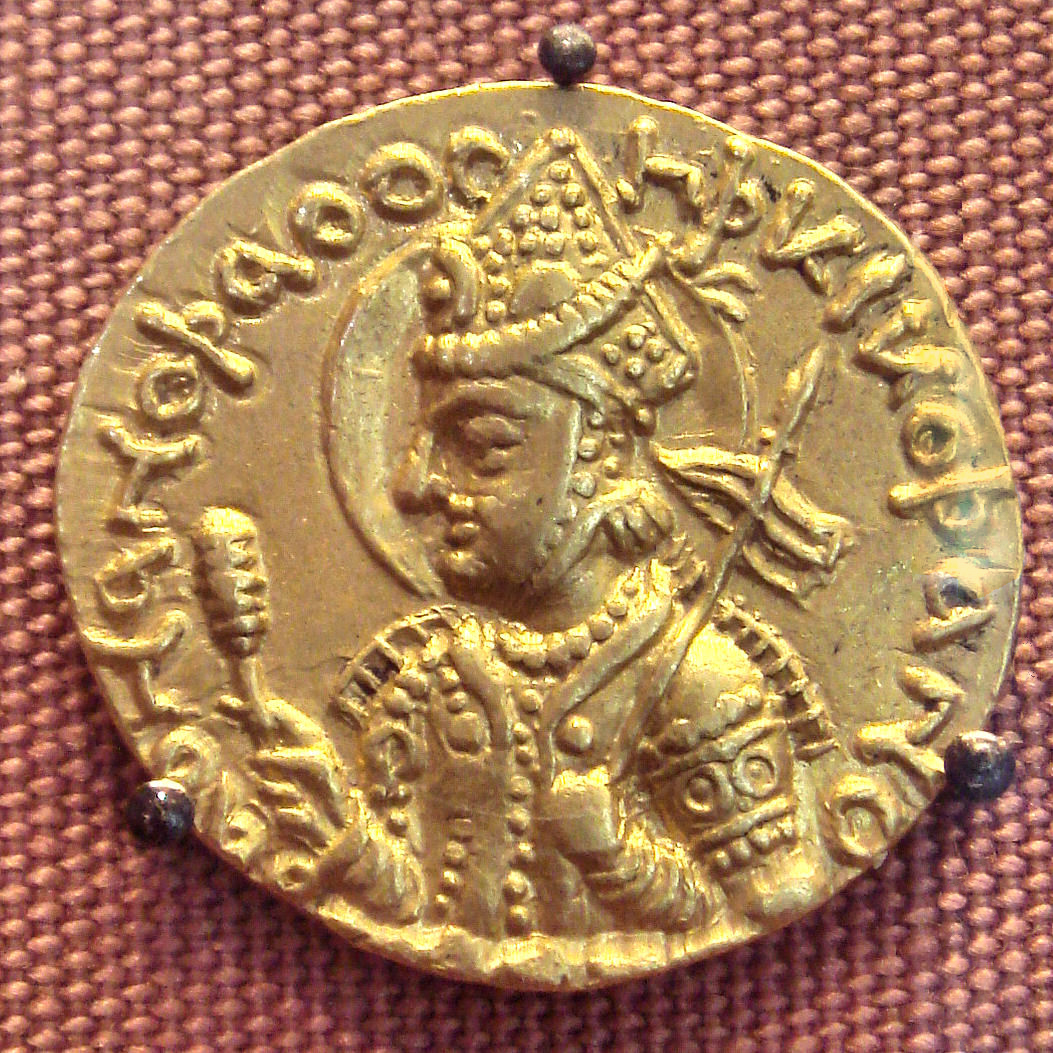
Moneta di Huvishka incoronato. Nella mano destra tiene una mazza-scettro

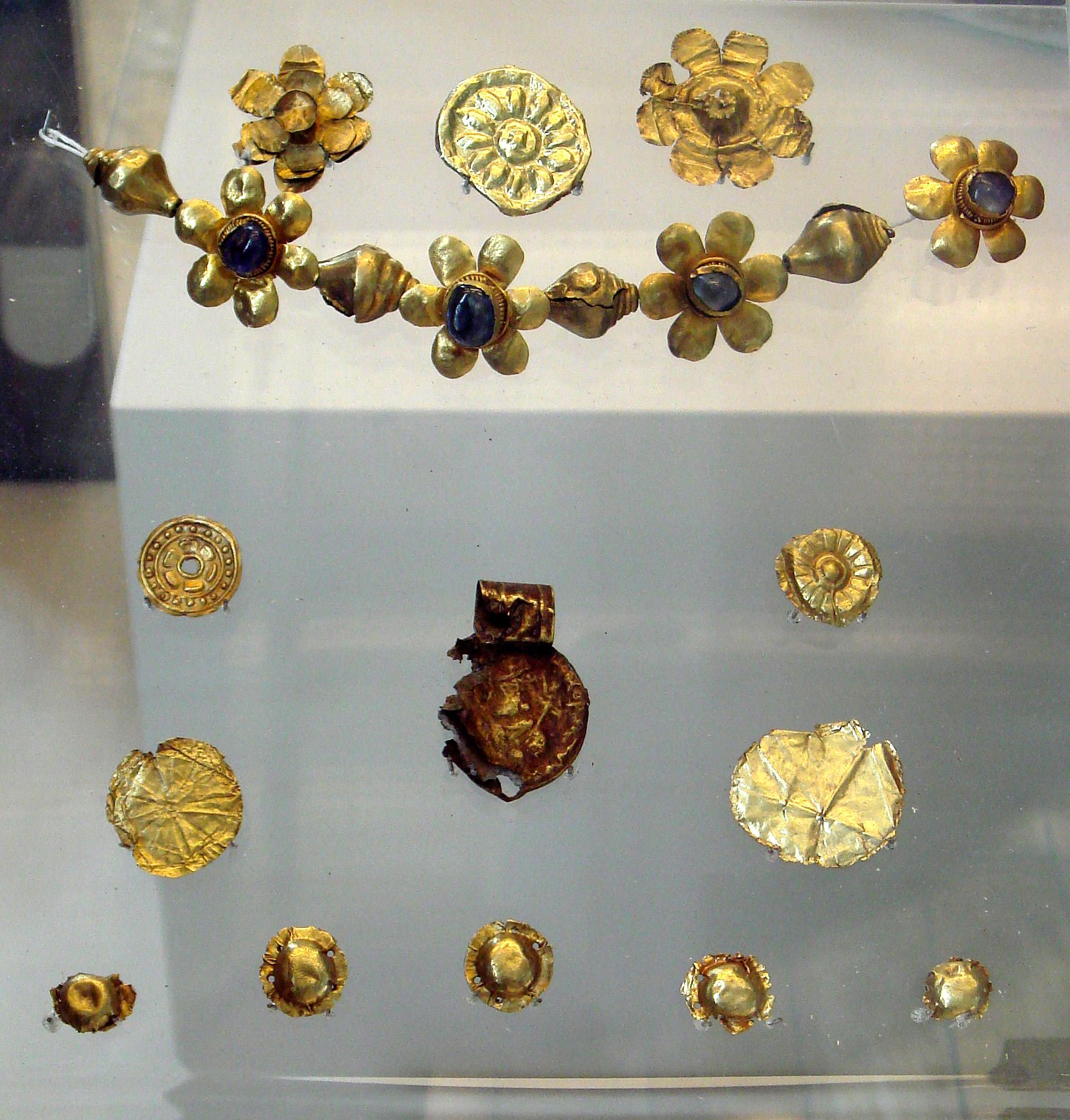
Offerte ritrovate a Bodh Gaya sotto al "Trono dell'illuminazione del Buddha", con una moneta decorata dell'imperatore Kushan Huvishka, III secolo

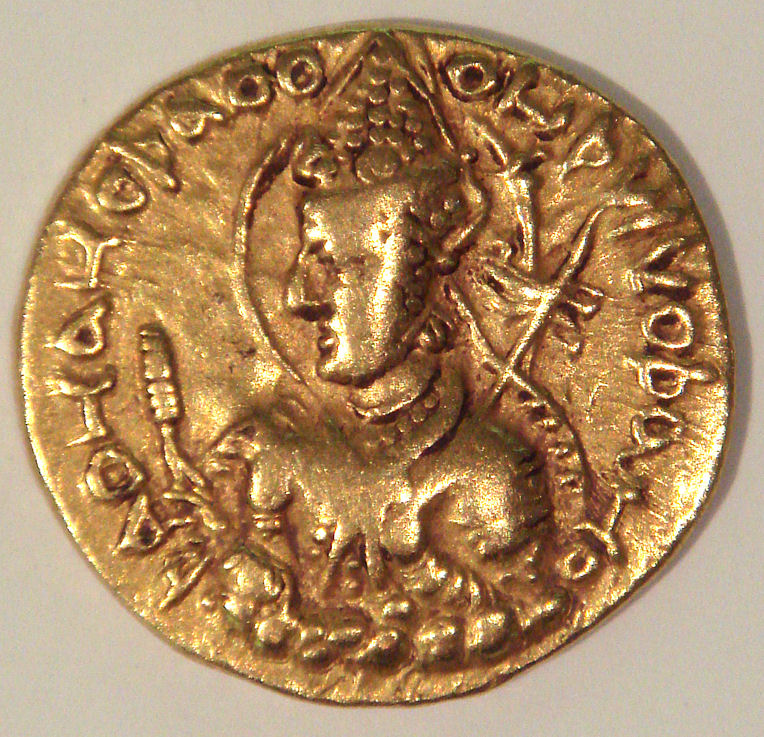
Moneta di Huvishka

Il suo fu un regno di ridimensionamento e consolidamento dell'impero. In particolare impiegò tempo e sforzi per esercitare grande controllo sulla città di Mathura. Mathura rappresentava il punto più meridionale dell'impero e, come buona parte di India e Pakistan, veniva governato tramite una serie di regnanti subordinati. Questi regnanti, i satrapi, avevano una certa autonomia da Kanishka, ma i loro nomi non sono stati registrati negli annali del regno di Huvishka.

## Religione
Il regno di Huvishka corrisponde alla prima prova epigrafica conosciuta dell'Amitabha Buddha, nella parte inferiore di una statua del II secolo trovata a Govindo-Nagar, e che ora è esposta presso il museo di Mathura. Questa statua è stata datata al "ventottesimo anno del regno di Huvishka", ed è stata dedicata all'Amitabha Buddha da una famiglia di mercanti.
Paragonato al suo predecessore Kanishka, Huvishka sembra meno legato alle divinità iraniane (molto meno numerose nella sua monetazione), e più a quelle indiane, come le divinità guerriere dello Shivaismo.
Ha inserito nelle sue monete per la prima volta il Serapide greco-egizio (col nome di Σαραπο, "Sarapo"), e la dea Roma (che si pensa rappresentasse "Roma aeterna"), col nome di "Riom" (greco: ΡΙΟΜ).

## Monetazione
Uno dei grandi enigmi del regno di Huvishka è la svalutazione delle sue monete. Appena salito al trono le monete in rame scesero di peso da 16 a circa 10-11 grammi. Qualità e peso continuarono a diminuire per tutto il suo regno, e all'inizio di quello di Vasudeva la moneta standard (una tetradracma) pesava solo 9 grammi. La svalutazione portò ad una massiccia produzione di imitazioni, ed alla richiesta delle vecchie monete non svalutate della valle del Gange. Il motivo di questa svalutazione è tuttora sconosciuto.

## Bodh Gaya
Monete decorate di Huvishka furono trovate a Bodh Gaya assieme ad altre offerte in oro sotto al "Trono dell'illuminazione" del Buddha. Questo sembrerebbe suggerire un'influenza Kushan in quest'area nel III secolo.